# Томас Рід
Томас Рід (англ. Thomas Reid; 26 квітня 1710 — 7 жовтня 1796) — шотландський філософ, сучасник і критик Девіда Юма, засновник Шотландської школи здорового глузду, зіграв істотну роль у шотландській освіті.

## Біографія
З 1737—1751 років був пресвітеріанським пастором, потім став викладати. Його рання діяльність проходила в Абердіні, (Шотландія), де він у 1751 році отримав кафедру моральної філософії і логіки в Королівському коледжі. У 1753 році Т. Рід очолив кафедру моральної філософії в Університеті Глазго, змінивши на цій посаді Адама Сміта. Ставши професором, Т. Рід зберіг за собою духовний сан. У 1764 році вийшов перший великий і найбільш оригінальний твір Ріда «Дослідження про людський розум відповідно до принципів здорового глузду» (An Inquiry Into the Human Mind on the Principles of Common Sense). У 1785 році з'явилися «Досліди про інтелектуальні здібності людини» («Essays on the Intellectual Powers of Man»), а в 1788 — «Досліди про діяльні здібності людини». Зі своєї посади він пішов в 1781 році.
Рід вірив, що здоровий глузд (в особливому філософському розумінні) є, або, принаймні, повинен стати основою розв'язання будь-якої філософської проблеми. Він не згоден з Девідом Г'юмом і Джорджем Берклі, що зовнішній світ є лише ідеями в нашій свідомості. Рід стверджував, що саме здоровий глузд говорить нам про існування зовнішнього світу. Найбільш розгорнуту критику беркліанства Рід дав в роботі «Досліди про інтелектуальні здібності людини» (II: X—XI і ін.), яка досі нерідко цитується в західних публікаціях про філософію Дж. Берклі. Свого часу і деякий час у ХІХ столітті він шанувався навіть більше, ніж Юм.

## Цікаві факти
- Томас Рід — перша людина, про кого створено статтю[4] у вікіпедії. Статтю про нього в англійському розділі вікіпедії започатковано 17 січня 2001 року[5].